# 神戸市電兵庫線
兵庫線（ひょうごせん）は、かつて神戸市の楠公前停留場 - 西柳原停留場間を結んでいた神戸市電の軌道路線である。

## 沿革
- 1913年（大正2年）
  - 6月7日：楠公前停留場 - 島上町停留場間が開業。
  - 8月12日：島上町停留場 - 西柳原停留場間が開業。全線2.687kmが開通。
- 時期不明：西柳原停留場を柳原停留場に、兵庫駅裏停留場を兵庫駅南口停留場にそれぞれ改称。
- 1945年（昭和20年）3月17日：築島停留場 - 柳原停留場間を休止。
- 1960年（昭和35年）：築島停留場 - 柳原停留場間を廃止。
- 1971年（昭和46年）3月14日：楠公前停留場 - 築島停留場間（1.515km）廃止により全線廃止。

## 駅一覧
- 1962年（昭和37年）7月当時。
- 背景色がグレーの駅は廃止・休止駅。

| 停留場名    | 読み                        | 接続路線                                                             | 廃止日                       | 備考                       |
| ----------- | --------------------------- | -------------------------------------------------------------------- | ---------------------------- | -------------------------- |
| 楠公前      | なんこうまえ                | 栄町本線 楠公東門線                                                  | 1971年3月14日                |                            |
| 神戸駅前    | こうべえきまえ              | 国鉄東海道本線・山陽本線：神戸駅                                     | 1971年3月14日                |                            |
| 相生町4丁目 | あいおいちょう よんちょうめ |                                                                      | 1971年3月14日                |                            |
| 湊町1丁目   | みなとまち いっちょうめ     |                                                                      | 1971年3月14日                |                            |
| 西出町      | にしでまち                  |                                                                      | 1971年3月14日                |                            |
| 鍛冶屋町    | かじやちょう                |                                                                      | 1971年3月14日                |                            |
| 島上町      | しまがみちょう              |                                                                      | 1971年3月14日                |                            |
| 築島        | つきしま                    | 尻池線                                                               | 1971年3月14日                |                            |
| 切戸町      | きれとちょう                |                                                                      | 1945年3月17日休止 1960年廃止 |                            |
| 大仏前      | だいぶつまえ                |                                                                      | 1945年3月17日休止 1960年廃止 |                            |
| 兵庫駅南口  | ひょうごえき みなみぐち     | 栄町本線 国鉄山陽本線・和田岬線：兵庫駅 山陽電気鉄道本線：電鉄兵庫駅 | 1945年3月17日休止 1960年廃止 | 開業当初の電停名は兵庫駅裏 |
| 柳原        | やなぎわら                  |                                                                      | 1945年3月17日休止 1960年廃止 | 開業当初の電停名は西柳原   |

## 通過系統
- 1962年（昭和37年）7月当時。

| 系統   | 直通路線   | 通過区間        | 直通路線   | 備考               |
| ------ | ---------- | --------------- | ---------- | ------------------ |
| 1系統  | 尻池線     | 築島 - 楠公前   | 楠公東門線 | 循環系統、東行のみ |
| 2系統  | 楠公東門線 | 楠公前 - 築島   | 尻池線     | 循環系統、西行のみ |
| 3系統  | 尻池線     | 築島 - 神戸駅前 | 栄町本線   | 循環系統、東行のみ |
| 4系統  | 栄町本線   | 神戸駅前 - 築島 | 尻池線     | 循環系統、西行のみ |
| 5系統  | 楠公東門線 | 楠公前 - 築島   | 尻池線     | 循環系統、西行のみ |
| 7系統  | 尻池線     | 築島 - 楠公前   | 楠公東門線 | 循環系統、東行のみ |
| 12系統 | 栄町本線   | 神戸駅前 - 築島 | 尻池線     | 循環系統、西行のみ |
| 13系統 | 尻池線     | 築島 - 神戸駅前 | 栄町本線   | 循環系統、東行のみ |
| 15系統 | 栄町本線   | 神戸駅前 - 築島 | 尻池線     |                    |

## 備考
相生町4丁目停留場 - 築島停留場間は現在の神戸市営地下鉄海岸線ハーバーランド駅 - 中央市場前駅間と同じ所を走っている。
また、湊町1丁目停留場を出て山陽本線をくぐった先、相生町4丁目停留場までの200 - 300mは神戸市電唯一の専用軌道区間となっていた。